# جون بيوس بولاند
جون بيوس بولاند (بالإنجليزية: John Pius Boland)‏ مواليد 16 سبتمبر 1870 في دبلن - الوفاة 17 مارس 1958 في لندن، كان لاعب كرة مضرب بريطاني. سبق أن شارك في دورة الألعاب الأولمبية الصيفية.

## الميداليات
| الميدالية | المسابقة                       |
| --------- | ------------------------------ |
| ذهبية     | الألعاب الأولمبية الصيفية 1896 |
| ذهبية     | الألعاب الأولمبية الصيفية 1896 |

## روابط خارجية
- جون بيوس بولاند على موقع الاتحاد الدولي لكرة المضرب (الإنجليزية)
- جون بيوس بولاند على موقع اللجنة الأولمبية الدولية (الإنجليزية)
- جون بيوس بولاند على موقع أوليمبيديا (الإنجليزية)
- جون بيوس بولاند على موقع اللجنة الأولمبية البريطانية (الإنجليزية)